# Framkomiteens Nansenbelønning
Le Framkomiteens Nansenbelønning (en français : récompense du Forward Committee pour la recherche polaire), ancien Prix Nansen du Forward Committee (Framkomiteens Nansenbelønning), est un prix universitaire pour la recherche polaire nommé d'après Fridtjof Nansen.

## Histoire
Le prix est décerné depuis 1961 par l'Université d'Oslo . Il peut être reçu par des chercheurs norvégiens qui, par le biais d'une thèse ou d'une autre manière, ont apporté des contributions significatives à l'exploration des régions polaires dans les domaines de la biologie, de la géographie, de la géophysique, de la géologie ou de l'océanographie,.
Le prix Nansen du Forward Committee est l'un des nombreux prix qui ont été liés au nom de Fridtjof Nansen. Les autres récompenses sont la Nansenmedaljen for fremragende forskning (no) (Médaille norvégienne Nansen pour des recherches exceptionnelles) et le Fridtjof Nansens belønning for fremragende forskning (no) (Prix international Nansen pour les efforts en faveur de la cause des réfugiés).
Le prix est remis un 10 octobre, jour anniversaire de la naissance de Nansen .

## Récipendaires
| Année | Destinataire            |
| ----- | ----------------------- |
| 1961  | Olav Holtedahl          |
| 1962  | Jonas Fjeldstad (en)    |
| 1963  | Anders K. Orvin         |
| 1964  | Kristian Nissen         |
| 1965  | Helge Ingstad           |
| 1965  | Herman L. Løvenskiold   |
| 1966  | Erling Sivertsen        |
| 1967  | Anatol Heintz           |
| 1968  | Asbjørn Nesheim         |
| 1969  | Leiv Marius Harang      |
| 1970  | Håkon Mosby             |
| 1971  | Ove Arbo Høeg           |
| 1971  | Johannes Lid            |
| 1972  | John Olav Krog          |
| 1973  | Guttorm Gjessing        |
| 1974  | Non attribué            |
| 1975  | Anders Omholt           |
| 1976  | Jan Birger Jansen       |
| 1977  | Olav Liestøl            |
| 1978  | Olav Eldholm            |
| 1979  | Per Fredrik Scholander  |
| 1980  | David Worsley           |
| 1995  | Jan Mangerud (en)       |
| 2003  | Asgeir Brekke (no)      |
| 2004  | Jan-Gunnar Winther (en) |
| 2005  | Tore Vorren (en)        |
| 2008  | Jon Landvik             |
| 2009  | Geir Wing Gabrielsen    |
| 2014  | Jon Ove Methlie Hagen   |
| 2017  | Jan Inge Faleide        |
| 2017  | Elin Darelius Chiche    |
| 2021  | Paul Wassmann,          |